# Kersti Kaljulaid
Kersti Kaljulaid, estonska političarka in predsednica države, * 30. december 1969, Tartu.
Med letoma 2016 in 2021 je bila predsednica Republike Estonije in prva ženska na tem položaju.